# Alan Kingsberry
Alan Scott Kingsberry (nascido em 23 de julho de 1954) é um ex-ciclista olímpico estadunidense. Representou sua nação nos Jogos Olímpicos de Verão de 1976.